# Sulimov (Repubblica Ceca)
Sulimov (in tedesco Silimow) è un comune della Repubblica Ceca facente parte del distretto di Kroměříž, nella regione di Zlín.